# Panta rhei

Lo scorrere dell'acqua è l'immagine spesso associata all'espressione panta rhei che sintetizza la mutevolezza del divenire eracliteo.

Pánta rheî o panta rei (in greco antico: πάντα ῥεῖ?, "tutto scorre") è un celebre aforisma attribuito a Eraclito (ma in realtà mai esplicitamente formulato in ciò che dei suoi scritti conosciamo) con cui la tradizione filosofica successiva ha voluto identificare sinteticamente il pensiero di Eraclito riguardo al tema del divenire, in contrapposizione con la filosofia dell'essere propria di Parmenide.

## Interpretazione

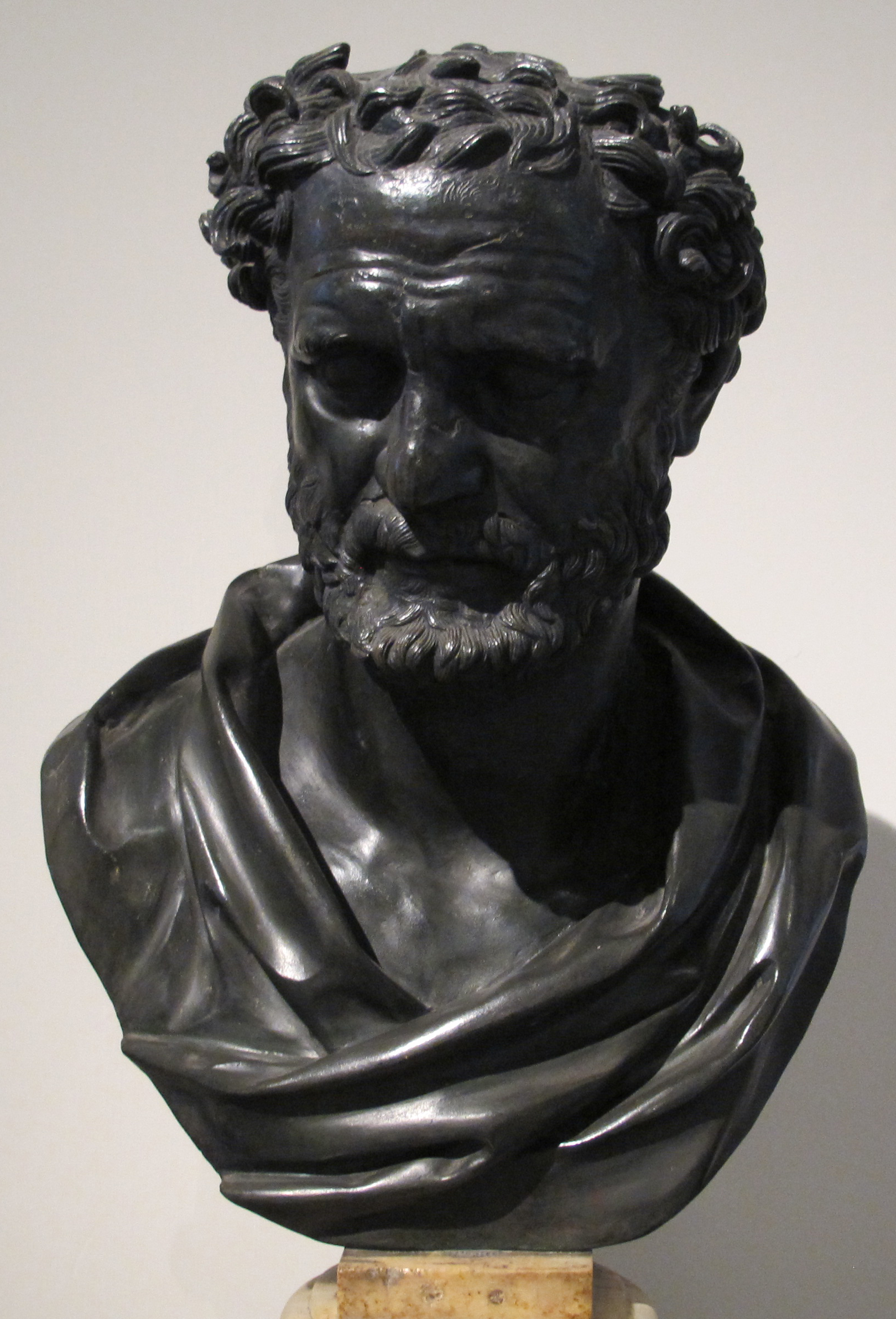
Eraclito

La fonte principale di questa attribuzione risalirebbe a Platone, che nel suo Cratilo scrive: «Dice Eraclito "che tutto si muove e nulla sta fermo" e confrontando gli esseri alla corrente di un fiume, dice che "non potresti entrare due volte nello stesso fiume"». Il riferimento è al frammento 91 D.K. del trattato Sulla natura, dove si può constatare che l'espressione "tutto scorre" non è presente:
(Fr. 22 B 91 Diels-Kranz)
In questo frammento Eraclito sottolinea come l'uomo non possa mai fare la stessa esperienza per due volte, giacché ogni ente, nella sua realtà apparente, è sottoposto alla legge inesorabile del mutamento. Altrove tuttavia Eraclito sottolinea che v'è un Logos, sottostante a questo continuo mutare, un'armonia profonda che governa in modo oscuro e inconoscibile la perenne dialettica fra contrari, che provoca il divenire perpetuo degli enti sensibili. Altrove egli lo paragona al fuoco.
Il discepolo di Eraclito, Cratilo, estremizzerà poi il pensiero del suo maestro, sostenendo che non solo non ci si può bagnare due volte nello stesso fiume, ma neppure una volta sola.